# Charlie jest tatusiem
Charlie jest tatusiem (ang. His Trysting Place) – amerykański film niemy z 1914 roku, w reżyserii Charliego Chaplina.

## Fabuła
Mabel wysyła męża do sklepu po mleko dla dziecka. W tym czasie Ambrose idzie wysłać list miłosny do swojej kochanki. Dwaj mężczyźni przypadkowo zamieniają się płaszczami. Mabel znajduje w płaszczu list i zaczyna podejrzewać męża o romans, z kolei żona Ambrose'a, znajdując butelkę, podejrzewa go o posiadanie nieślubnego dziecka.

## Główne role
- Charlie Chaplin – mąż
- Mabel Normand – Mabel, żona
- Mack Swain – Ambrose
- Phyllis Allen – żona Ambrose'a